# Streptomyces hygroscopicus
Lo Streptomyces hygroscopicus è un batterio del genere Streptomyces.
Isolato dal terreno di Rapa Nui (isola di Pasqua), è utilizzato per la produzione di un antibiotico macrolide, il Sirolimus, indicato per la profilassi del rigetto d'organo in pazienti adulti con rischio immunologico da lieve a moderato che hanno ricevuto trapianto di rene.